# Gallo (Comiziano)
Gallo is een plaats (frazione) in de Italiaanse gemeente Comiziano.